# Lista de vilaietes do Omã
O Sultanato de Omã é dividido em 61 vilaietes.

## Interior
| Vilaiete | População |
| -------- | --------- |
| Nizua    | 120,528   |
| Samail   | 44,561    |
| Bala     | 58,234    |
| Adão     | 27,321    |
| Al Hamra | 19,509    |
| Manah    | 15,056    |
| Izki     | 41,402    |
| Bidbid   | 24,705    |

## Daira
| Vilaiete | População |
| -------- | --------- |
| Ibri     | 160,416   |
| Yanqul   | 18,057    |
| Dhank    | 20000     |

## Batina Setentrional
| Vilaiete    | População |
| ----------- | --------- |
| Soar        | 220,006   |
| Xinas       | 52,132    |
| Liwa        | 34,001    |
| Saame       | 140,438   |
| Al Khaburah | 52,294    |
| Suaique     | 170,711   |

## Batina Meridional
| Vilaiete       | População |
| -------------- | --------- |
| Nakhal         | 18,118    |
| Wadi Al Maawil | 12,866    |
| Al Awabi       | 13,326    |
| Al Musanaah    | 68,571    |
| Barca          | 130,407   |
| Rustaque       | 120,720   |

## Buraimi
| Vilaiete | População |
| -------- | --------- |
| Buraimi  | 115,159   |
| Mahdah   | 8,373     |
| Al Sinas | 1,385     |

## Central
| Vilaiete | População |
| -------- | --------- |
| Haima    | 10,473    |
| Ducme    | 11,217    |
| Maute    | 12,488    |
| Al Jazur | 7,933     |

## Nordeste
| Vilaiete         | População |
| ---------------- | --------- |
| Ibra             | 27,216    |
| Al-Mudhaibi      | 115,377   |
| Bidiyah          | 20,946    |
| Wadi Bani Khaled | 9,468     |
| Dema Wa Thaieen  | 19,442    |
| Al Qabil         | 16,033    |

## Sudeste
| Vilaiete              | População |
| --------------------- | --------- |
| Maceira               | 8,726     |
| Sur                   | 120,988   |
| Jalane Bani Bu Haçane | 30,146    |
| Jalane Bani Bu Ali    | 61,356    |
| Alcamil e Aluafi      | 22,816    |

## Dofar
| Vilaiete            | População |
| ------------------- | --------- |
| Salalá              | 350,570   |
| Taqah               | 18,218    |
| Mirbat              | 13,919    |
| Thumrait            | 13,523    |
| Sadah               | 6,384     |
| Rakhyut             | 4,501     |
| Dhalkut             | 2,809     |
| Muqshin             | 1,069     |
| Shalim e Hallaniyat | 8,697     |
| Al-Mazyona          | 8,039     |

## Mascate
| Vilaiete  | População |
| --------- | --------- |
| Mascate   | 1,530,000 |
| Matara    | 234,255   |
| Bauxar    | 402,023   |
| Seebe     | 361,911   |
| Al Amarat | 70,400    |
| Curiate   | 54,387    |

## Moçandão
| Vilaiete      | População |
| ------------- | --------- |
| Caçapo        | 27,151    |
| Bukha         | 3,025     |
| Daba Al Bayah | 6,991     |
| Mada          | 9548      |